# Broughton, Illinois
Broughton là một làng thuộc quận Hamilton, tiểu bang Illinois, Hoa Kỳ. Năm 2010, dân số của làng này là 194 người.

## Dân số
Dân số qua các năm:
- Năm 2000: 193 người.
- Năm 2010: 194 người.